# Scharflinger Höhe
Die Scharflinger Höhe (auch Scharflinger Berg) ist ein Bergpass in den Salzkammergut-Bergen im Land Salzburg.

## Beschreibung
Mit einer Passhöhe von 604 m ü. A. verbindet sie Scharfling am Mondsee mit Sankt Gilgen am Wolfgangsee. Der Pass bildet einen tiefen Einschnitt in der Schafberggruppe zwischen dem östlich gelegenen Schafberg-Massiv (1782 m) und der westlich gelegenen Schober-/Höllkargruppe. Unmittelbar südlich der Passhöhe befindet sich der Krotensee.

## Entstehung
Die Scharflinger Höhe wurde vom Wolfgangseegletscher ausgeschürft, der hier den Schafberg–Schoberzug durchbrach (mit einer Gletscherstromscheide zum Fuschlseegletscher), und zur Zeit der maximalen Vereisung im Mondseegletscher bis Straßwalchen und Talgau auslief (und sich dort wieder mit dem Fuschlseegletscher wie auch an beiden Zungen dem Salzach-Vorlandgletscher vereinte).

## Erschließung
Die Scharflinger Höhe wurde von 1893 bis 1957 von der Salzkammergut-Lokalbahn unterquert, wobei der Hüttensteiner Tunnel, auch Eibenberg Tunnel genannt, und der Kleine Tunnel (21 m) passiert wurden.
Die ehemalige Bahntrasse verlief direkt am Ufer des kleinen Krotensees, von dem aus sich ein beeindruckender Blick auf das prachtvolle Schloss Hüttenstein bot. Dieser kurze Streckenabschnitt zählte daher zu den schönsten der gesamten Strecke. Die Ischlerbahntrasse ist scharflingseitig (nordseitig) noch erhalten und führt bis vor das Tor des versperrten Hüttensteiner Tunnels.
Heute verläuft die Mondsee Straße (B 154) über den Pass.

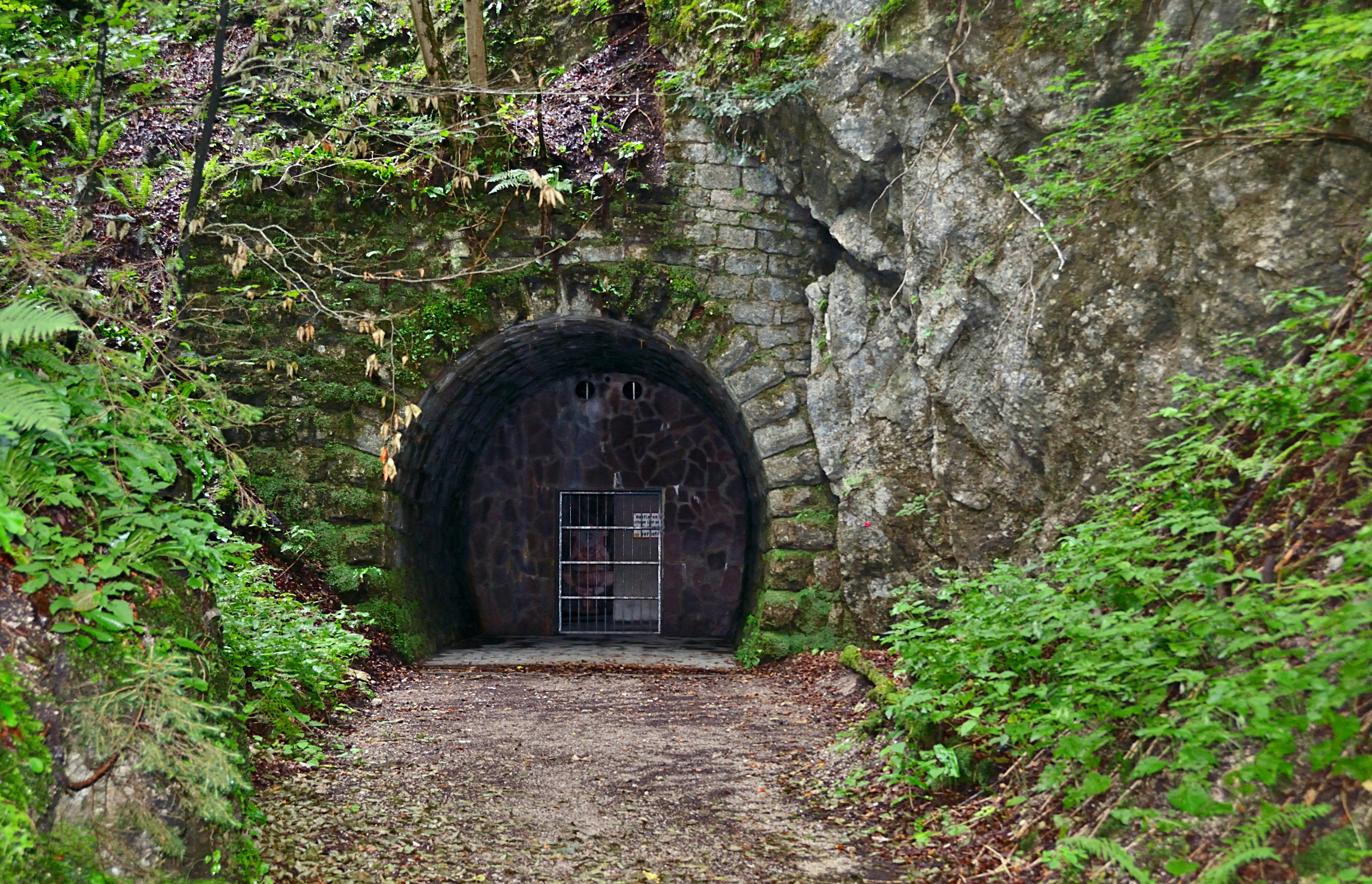
Zugemauertes Nordportal des Scheiteltunnels
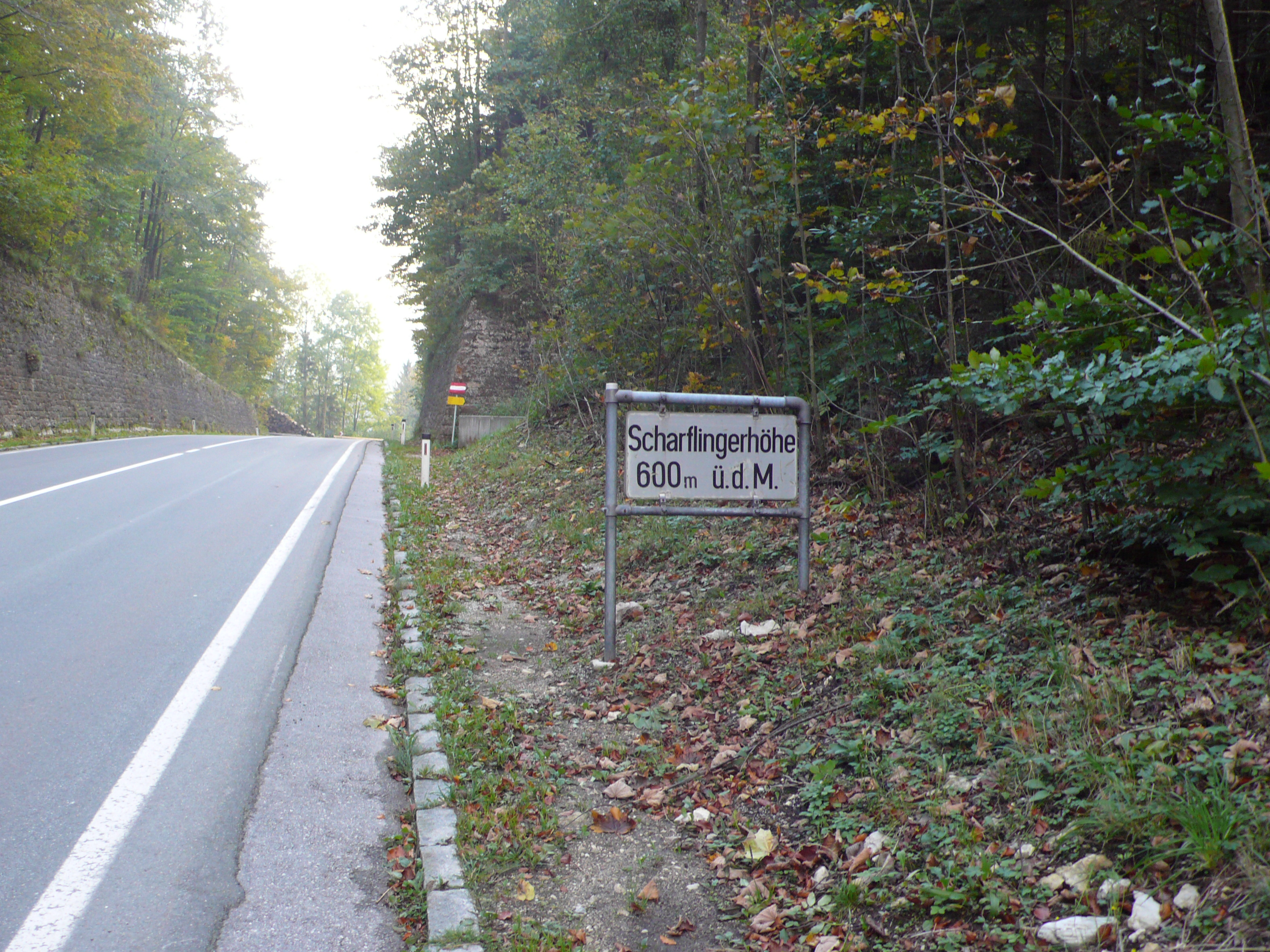
B 154 bei der Passhöhe mit Schild